# Bocaina (São Paulo)
Bocaina is een gemeente in de Braziliaanse deelstaat São Paulo. De gemeente telt 11.028 inwoners (schatting 2009).

## Aangrenzende gemeenten
De gemeente grenst aan Bariri, Boa Esperança do Sul, Dourado en Jaú.

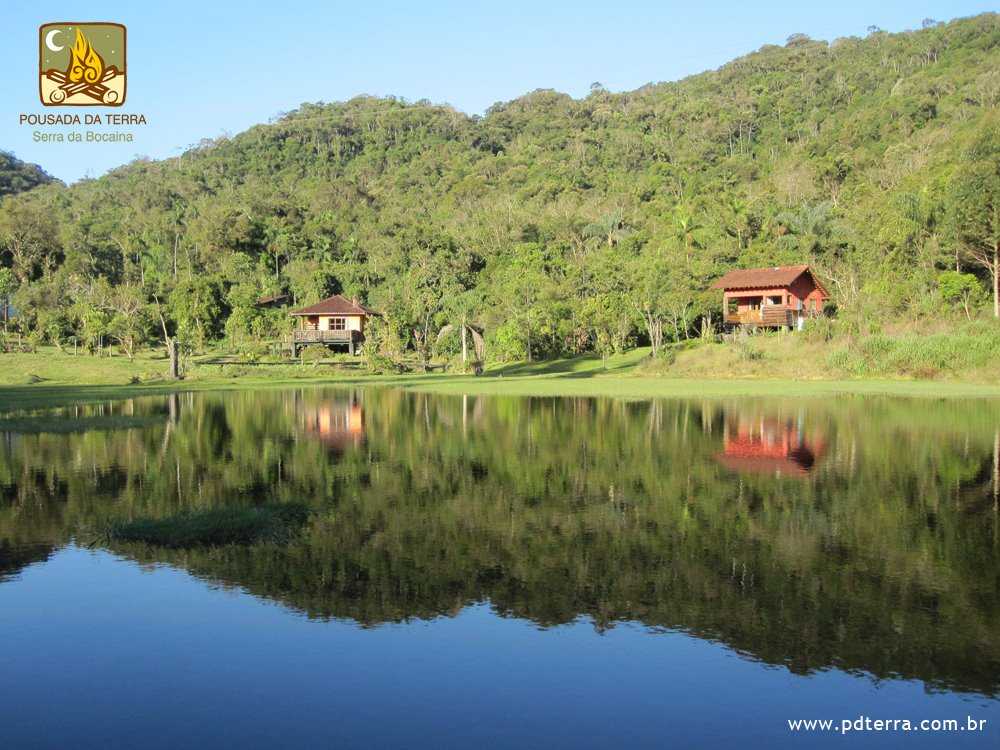
Serra da Bocaina